# Madureza
O Madureza foi um curso de educação de jovens e adultos no Brasil, que ministrava disciplinas dos antigos ginásio e colegial, a partir da Lei de Diretrizes e Bases da Educação (LDB), de 1961. As idades mínimas para o ingresso eram 16 e 19 anos, de Madureza Ginasial e de Madureza Colegial. 
Exigia-se um prazo de dois a três anos para a sua conclusão em cada ciclo, a qual foi abolida pelo Decreto-Lei n° 709/69. Isso se deu porque aos autodidatas, somente o exame interessava.

## Histórico
Em acordo com o Ministério da Educação, a TV Cultura, da Fundação Padre Anchieta, produziu o primeiro Curso de Madureza Ginasial da TV brasileira que contou com uma rede de telepostos em vários municípios paulistas, com a finalidade de atender às necessidades da massa de indivíduos marginalizados da rede escolar, utilizando para tanto os recursos propiciados pelo rádio e televisão.
Em 1971, o Curso de Madureza foi substituído pelo Projeto Minerva e, posteriormente, pelo curso Supletivo.